# Isogona capitalis
Isogona capitalis är en fjärilsart som beskrevs av William Schaus 1912. Isogona capitalis ingår i släktet Isogona och familjen nattflyn. Inga underarter finns listade i Catalogue of Life.